# ليون بريتون
ليون بريتون (بالإنجليزية: Leon Britton) مواليد 16 سبتمبر 1982 في إنجلترا، هو لاعب كرة قدم إنجليزي يلعب مع سوانزي سيتي كلاعب وسط.

## مرحلة الشباب

### أندية لعب لها
- نادي آرسنال
- وست هام يونايتد

## المسيرة الاحترافية

### أندية لعب لها
- وست هام يونايتد
- سوانزي سيتي
- شيفيلد يونايتد

## روابط خارجية
- ليون بريتون على موقع قاعدة بيانات كرة القدم.إي يو (الإنجليزية)
- ليون بريتون على موقع Soccerbase.com (لاعب) (الإنجليزية)
- ليون بريتون على موقع Soccerway.com (الإنجليزية)
- ليون بريتون على موقع عالم كرة القدم.نت (الإنجليزية)
- ليون بريتون على موقع AS.com (الإسبانية)